# Танасіс Коліцідакіс
Танасіс Коліцідакіс (грец. Θανάσης Κολιτσιδάκης, нар. 21 листопада 1966, Салоніки) — грецький футболіст, що грав на позиції захисника.
Виступав за клуби «Аполлон Смірніс», «Панатінаїкос» та ОФІ, а також національну збірну Греції.

## Клубна кар'єра
У дорослому футболі дебютував 1989 року виступами за команду клубу «Аполлон Смірніс», в якій провів п'ять сезонів, взявши участь у 146 матчах чемпіонату. Більшість часу, проведеного у складі «Аполлон Смірніс», був основним гравцем захисту команди.
Своєю грою за цю команду привернув увагу представників тренерського штабу клубу «Панатінаїкос», до складу якого приєднався 1994 року. Відіграв за клуб з Афін наступні чотири сезони своєї ігрової кар'єри. Граючи у складі «Панатінаїкоса» також здебільшого виходив на поле в основному складі команди.
Протягом 1998—1999 років знову захищав кольори команди клубу «Аполлон Смірніс».
1999 року перейшов до клубу ОФІ, за який відіграв 6 сезонів.  Завершив професійну кар'єру футболіста виступами за команду ОФІ у 2005 році.

## Виступи за збірну
1992 року дебютував в офіційних матчах у складі національної збірної Греції. Протягом кар'єри у національній команді, яка тривала усього 3 роки, провів у формі головної команди країни 13 матчів.
У складі збірної був учасником чемпіонату світу 1994 року у США.

## Досягнення
- Чемпіон Греції: 1995, 1996
- Володар Кубку Греції: 1995
- Володар Суперкубка Греції: 1994